# Петрунино (станция, Волгоградская область)
Петрунино — упразднённая железнодорожная станция (тип населённого пункта) в Камышинском районе Волгоградской области России. Входила в состав Петрунинского сельского поселения. Упразднена в 2007 году.

## География
Станция располагалась у бывшего одноимённого железнодорожного разъезда Иловля 1 — Петров Вал Приволжской железной дороги, в степной местности, в пределах Приволжской возвышенности, являющейся частью Восточно-Европейской равнины, на правобережье реки Иловля, на расстоянии примерно 2,5 километра (по прямой) к югу от села Петрунино.

### Климат
Климат умеренный континентальный (согласно классификации климатов Кёппена — Dfa). Многолетняя норма осадков — 400 мм. Наибольшее количество осадков выпадает в июле — 48 мм, наименьшее в марте — 22 мм. Среднегодовая температура положительная и составляет + 7,0 °C, средняя температура самого холодного месяца января −9,4 °C, самого жаркого месяца июля +22,9 °С.

## История
Железнодорожный разъезд Петрунин образован в 1942 году на железнодорожной линии Иловля 1 — Петров Вал Приволжской железной дороги.
Постановлением Волгоградской областной думы от 18 октября 2007 года № 11/726 железнодорожная станция Петрунино исключена из учётных данных.

## Население
Согласно результатам переписи 2002 года на станции отсутствовало постоянное население.